# 1480-е годы
1480-е (ты́сяча четы́реста восьмидеся́тые) го́ды по юлианскому календарю — промежуток времени с 1 января 1480 года по 31 декабря 1489 года, включающий 1480 год 8-го десятилетия   и с 1481 по 1489 годы    9-го десятилетия XV века 2-го тысячелетия.  Они закончились 536 лет назад.

## Важнейшие события
- «Эпоха воюющих провинций» (1467—1607) в Японии. Восстание в Каге (1488—1580).
- Независимость от монголо-татарского ига после Стояния на реке Угре (1480)[1][2][3][4]. Русско-литовская война (1487—1494).
- Испанская инквизиция начинает активные преследования (1481).
- Ордынский хан Ахмат был убит в столкновении с войском тюменского хана Ибака (1481). В Большой Орде началась междоусобица.
- Около 1485 года — тихоокеанское плавание флота инков под командованием десятого Сапа Инки Тупака Инки Юпанки с посещением Галапагосских островов и, вероятно, острова Пасхи.
- «Безумная война» во Франции (1485—1488).
- Правление династии Таунгу в Бирме (1485—1752).
- Бартоломеу Диаш открыл мыс Доброй Надежды (1488) и, обогнув Африку, вышел в Индийский океан.